# 鎌田村 (福島県)
鎌田村（かまたむら）は福島県信夫郡にあった村。現在の福島市北信地区（概ね阿武隈川・松川左岸）および、東部地区（概ね阿武隈川右岸）のそれぞれ各一部に当たる。

## 地理
- 河川：阿武隈川、松川

## 歴史
- 1889年（明治22年）4月1日 - 町村制の施行により、鎌田村、丸子村、本内村の区域をもって発足。
- 1947年（昭和22年）3月10日 - 福島市に編入。同日鎌田村廃止。

## 交通

### 鉄道路線
- 日本国有鉄道
  - 東北本線
    - 瀬上駅（現・東福島駅） - 余目村との境界上に所在。住所は同村。
- 福島電気鉄道（現・福島交通）
  - 飯坂東線（1971年廃止）
    - 大日堂前駅 - 本内駅 - 鎌田支所前駅 - 新鎌田駅

現在は旧村域に阿武隈急行線の卸町駅が所在するが、当時は未開業。

### 道路
- 国道4号（奥州街道）

現在は旧村域を東北自動車道が通過するが、当時は未開通。